# American McGee's Alice
American McGee's Alice es un videojuego de terror y acción en tercera persona para ordenador lanzado el 6 de diciembre del 2000, y toma lugar en el universo de Alicia en el País de las Maravillas. Fue desarrollado por Rogue Entertainment, diseñado por American McGee y publicado por Electronic Arts. Su banda musical fue compuesta por Chris Vrenna.
La premisa del juego está basada en las novelas Las aventuras de Alicia en el País de las Maravillas y Alicia a través del espejo de Lewis Carroll, pero presenta una versión sombría, cruel y violenta del argumento. Se centra en la protagonista de las novelas Alice quien es la superviviente de un incendio en su casa que acabó con la vida de sus padres años antes de que la historia del juego tenga lugar. Después de varios años de tratamiento en una clínica psiquiátrica, Alice emocionalmente traumatizada, hace un viaje mental al País de las Maravillas el cual ha sido desfigurado por su psique lesionada.
Este juego se basó en el motor 3D de Quake III Arena. Una versión para PlayStation 2 estuvo en desarrollo pero fue cancelada; aunque muchos años después se liberaron versiones en digital para PlayStation 3 y Xbox 360. El diseño de la caja del juego fue alterado tras su salida supuestamente debido a quejas recibidas por Electronic Arts de varios grupos de consumidores, aunque McGee ha mantenido que dicha alteración se debió a inquietudes internas de Electronic Arts y no tuvo relaciones con el exterior. El diseño de la caja original mostraba a una Alicia sujetando un cuchillo. En cambio, la versión alterada muestra a Alicia sujetando la Varita de Hielo, además se atenuó la anatomía del esqueleto del Gato de Cheshire. Una tercera versión mostraba a Alicia sujetando unas cartas en sus manos. Al 22 de julio de 2010, American McGee's Alice ha vendido más de 1,5 millones de copias.

## Argumento
Poco después de los eventos del libro Las aventuras de Alicia en el País de las Maravillas y Alicia a través del espejo, la casa de Alice es consumida por un misterioso incendio que mata a su familia, dejándola como la única sobreviviente. Este trágico acontecimiento provoca un gran trauma en Alice, su depresión la lleva a intentos de suicidio (se pueden ver vendajes que cubren sus muñecas), y eventualmente se vuelve catatónica. Es internada en el psiquiátrico Rutledge, donde es constantemente maltratada por los trabajadores quienes la consideran loca. Diez años después del incidente, Alicia es convocada por el Conejo Blanco para salvar a sus amigos del despótico dominio de la Reina de Corazones en un País de las Maravillas totalmente alterado. Ahora se ha convertido en una versión completamente retorcida del mismo.

### Personajes
Los personajes del juego están basados en los de las novelas originales de Lewis Carroll, pero son versiones deformadas de sí mismos. El libro de Heironymous Q. Wilson (un suplemento incluido con el juego y escrito desde el punto de vista del doctor de Alice) sugiere que muchos de los personajes con los que Alice se encuentra en el País de las Maravillas son representaciones simbólicas de las personas auténticas del asilo las cuales de algún modo llegan a Alice con esa apariencia debido al estado catatónico de ella. Mientras que otros personajes dentro del juego son metáforas de los propios sentimientos de Alice que se han corrompido porque ella es infeliz; sin embargo, dentro de Alice también persiste el deseo de recuperar su cordura. Es por eso que mientras algunos personajes como el Gato de Cheshire y el Conejo Blanco la ayudan a salir adelante, otros en cambio como el Sombrerero Loco y la Reina de Corazones tratan de inflingirle dolor, usando los sentimientos de culpa que siente Alice por ser la única de su familia que sobrevivió o manipulando el deseo de Alice de volver a estar con sus padres aunque signifique la muerte.
Alice: Protagonista del juego. A la edad de seis años perdió a su familia en un misterioso incendio del cual salió viva aunque quedó traumatizada. Durante su internación en el Asilo Rutledge, vuelve al País de las Maravillas siendo llamada por el Conejo Blanco y descubre que la locura y la maldad lo han deformado todo, Con la ayuda de varios personajes y un amplio arsenal de juguetes mortales intenta acabar con el maléfico reinado de la Reina de Corazones, devolver el País de las Maravillas a su antigua gloria y así liberarse de su propia locura.
Gato de Cheshire: El guía principal de Alice. Siempre habla con acertijos y da consejos para que ella pueda salir adelante. Tiene un aspecto muy demacrado, es esquelético y ahora lleva un pendiente. Aparece y desaparece sin avisar.
Conejo Blanco: Personaje que hace volver a Alice al País de las Maravillas para salvarlo. Sigue obsesionado con llegar a tiempo, pero ahora está bastante arrugado y desfigurado.
La Oruga: Es la criatura más sabia en el País de las Maravillas. Le informa a Alice cómo devolver ese retorcido mundo y su propia mente a su estado normal.
Grifo: El más poderoso de los aliados de Alice, fue encerrado en una prisión por el Sombrerero Loco. Al ser liberado, le ayuda a Alice en su primer combate contra el Jabberwocky. Además le revela a Alice cómo crear el arma necesaria para romper los muros que rodean el castillo de la Reina de Corazones.
La Falsa Tortuga: Al comienzo, Alice lo encuentra triste porque la Duquesa le quitó su caparazón. Acepta ayudar a Alice para recuperarlo.
Reina de Corazones: Es la antagonista principal del juego. Todos le temen a excepción de Alice y los rebeldes. Es la encarnación misma de la culpa, la cólera, el odio, y todos los otros sentimientos negativos de Alice, producto de la tristeza por la muerte de sus seres queridos. Mientras no sea derrotada, ni la salud mental de Alice ni el País de la Maravillas podrán ser restaurados. 
Sombrerero Loco: Es el segundo villano principal. Se encuentra obsesionado con el ritmo y la precisión del tiempo. Literalmente es un loco que se considera a sí mismo un genio y ha inventado muchos aparatos mecánicos uniéndolos con seres vivos. Incluso ha utilizado a sus antiguos compañeros, la Liebre de Marzo y el Lirón como conejillos de Indias en sus experimentos. Este personaje manipula el miedo de Alice, principalmente su temor de quedarse completamente sola y abandonada dentro del asilo.
Jabberwocky o Fablistanon: Es el sirviente más peligroso de la Reina de Corazones. Su anterior encuentro con la Espada Vorpal lo dejó horrorosamente mutilado y débil, tanto que algunas partes de su cuerpo fueron sustituidas por maquinaria gracias a la ayuda del Sombrerero Loco. Este personaje también manipula la culpabilidad que siente Alice por la muerte de sus padres. Al derrotarlo, Alice obtiene su ojo que le da el poder para atravesar los impenetrables muros de la culpa del castillo de la Reina de Corazones.
Tweedledum y Tweedledee: En el juego aparecen como las personificaciones de los cuidadores o enfermeros en el asilo, lo que demuestra cómo abusan de ella psicológicamente.
La Duquesa: Esta grotesca mujer se mantiene escondida de la Reina de Corazones. Alice debe luchar contra ella para recuperar el caparazón de la Tortuga y acabar con su pequeño reino de terror.

## Desarrollo
Después de salir de id Software, el director creativo American McGee se inspiró para diseñar un juego que no involucrara a marines espaciales, armas de fuego, alienígenas ni escenarios del espacio exterior que fueron los temas comunes en la serie Doom y Quake. McGee dijo que escuchaba canciones como la versión remezclada de The Crystal Method "Trip Like I Do" (con una muestra tomada de The Dark Crystal) y de Rob Zombie "Living Dead Girl" que lo ayudó a inyectar aún más el tono en la historia y los personajes a medida que se formó la idea.
Electronic Arts obtuvo la licencia del motor Heavy Metal: F.A.K.K.² de Ritual Entertainment, que a su vez es un motor Quake III Arena modificado. Los cambios más notables en el motor incluyen el uso del modelo de sistema Tiki el cual permite que el motor use animación de esqueleto entre otras cosas, el sistema de diálogo Babble que permite la sincronización de audio con los labios en animaciones de personajes, sistema de música dinámico, cámara con secuencias de comandos, sistema de partículas y soporte de sombreador extendido. Sin embargo, los cambios implementados en el motor para Alice permanecieron mínimos. Los archivos .bsp del juego incluso conservan los encabezados F.A.K.K.², aunque luciendo un número de versión diferente.
Una versión temprana del juego presentaba la habilidad de convocar al Gato de Cheshire para ayudar al jugador en la batalla. Aunque esta característica se eliminó del producto final, las capturas de esta versión beta existen en línea. En el producto final, el jugador puede presionar un botón para invocar al Gato de Cheshire en cualquier momento, aunque él simplemente proporciona consejos crípticos sobre la situación actual y no interviene para ayudar a Alice si es atacada. También se estaba desarrollando un port de Alice para la entonces inédita PlayStation 2, pero luego se canceló, lo que provocó el cierre de Rogue Entertainment, otra decisión que enfureció a American McGee y lo llevó a dejar a EA en su frustración. La versión comercial del juego fue notablemente menos sangrienta que la demo que se había lanzado antes.
El arte de la caja del juego fue alterado después del lanzamiento para mostrar a Alicia sosteniendo la Varita de Hielo en lugar de la Espada Vorpal, y para reducir la anatomía esquelética del Gato de Cheshire. EA citó las quejas de varios grupos de consumidores como su razón para alterar el arte original, aunque McGee afirmó que la modificación se realizó debido a preocupaciones internas en EA. Una tercera versión de la caja de arte tiene a Alice sosteniendo las Cartas en sus manos en lugar de un cuchillo o la varita.

## Música
Toda la música creada para la banda sonora oficial de American McGee's Alice fue escrita e interpretada por Chris Vrenna con la ayuda del guitarrista Mark Blasquez y la cantante Jessicka. La mayoría de los sonidos fueron creados utilizando instrumentos de juguete y percusión, cajas de música (en un breve documental sobre la realización del juego que emitió la señal TechTV, la caja de música utilizada parece ser una radio de bolsillo antigua de Fisher-Price), relojes, puertas, y las voces femeninas muestreadas fueron convertidas en pasajes sonoros de pesadilla, produciendo los ruidos de niños riendo maniáticamente, gritando, llorando, y cantando de una manera espeluznante e infantil.
La música le da una sensación espeluznante y horripilante al mundo en el que se encuentra Alice. El tema Pale Realm así como el tema "I'm Not Edible", presenta la melodía del coro de una canción popular para niños "My Grandfather's Clock". Además, hay muchos casos en los que el tic-tac de los relojes se utiliza como acompañamiento musical.
Marilyn Manson originalmente estuvo considerado para la composición de la música del juego, sin embargo como dijo el propio músico, "irónicamente" este puesto fue para su amigo Vrenna. Su composición ha sido descrita por American McGee como "muy cool" y con "un sonido muy hermoso de los Beatles en sus días de clavecín y pipa de narguile". Las contribuciones de Manson persistieron en el producto final, en particular la influencia de la alquimia y el personaje del Sombrerero Loco cuya adaptación fue algo influenciada por él; durante un tiempo se consideró a Manson como la voz del Sombrerero. Manson ha indicado que la misma música puede ser usada en su próxima película Phantasmagoria: The Visions of Lewis Carroll.
American McGee's Alice Original Music Score fue lanzado el 16 de octubre de 2001 por Six Degrees Records. Cuenta con las 20 composiciones originales del ex baterista en vivo de Nine Inch Nails y el colaborador del estudio Chris Vrenna con la voz de Jessicka Addams de Jack Off Jill y Scarling. Incluye un tema inédito, así como un remix de "Flying on the Wings of Steam".
| N.º | Título                                 | Duración |  |
| 1.  | «Falling Down the Rabbit Hole»         | 1:20     |  |
| 2.  | «Village of the Doomed»                | 3:35     |  |
| 3.  | «Fortress of Doors»                    | 3:51     |  |
| 4.  | «Fire and Brimstone»                   | 3:46     |  |
| 5.  | «Wonderland Woods»                     | 3:59     |  |
| 6.  | «The Funhouse»                         | 3:38     |  |
| 7.  | «Skool Daze»                           | 4:10     |  |
| 8.  | «Time to Die»                          | 3:55     |  |
| 9.  | «I'm Not Edible»                       | 3:09     |  |
| 10. | «Taking Tea in Dreamland»              | 3:44     |  |
| 11. | «Fungiferous Flora»                    | 3:35     |  |
| 12. | «Tweedle-Dee and Tweedle-Dum»          | 3:46     |  |
| 13. | «The Centipede»                        | 3:31     |  |
| 14. | «Pandemonium»                          | 3:55     |  |
| 15. | «Flying on the Wings of Steam»         | 4:35     |  |
| 16. | «Late to the Jabberwocky»              | 3:17     |  |
| 17. | «Battle with the Red Queen»            | 4:11     |  |
| 18. | «A Happy Ending»                       | 3:44     |  |
| 19. | «Pool of Tears»                        | 4:08     |  |
| 20. | «Flying on the Wings of Steam (remix)» | 4:03     |  |

## Reparto
| Personaje        | Voz original   | Doblaje España          |
| ---------------- | -------------- | ----------------------- |
| Alice Liddell    | Susie Brann    | Sandra Jara             |
| Gato de Cheshire | Roger Jackson  | Richard Del Olmo        |
| Conejo Blanco    | Andrew Chaikin | Antonio Fernández Muñoz |
| La Oruga         | Jarion Monroe  | Luis González Páramo    |
| Sombrerero Loco  | Andrew Chaikin | Jaime Roca              |
| La Duquesa       | Anni Long      | Julia Martínez          |

## Modo de juego
El control del juego es muy sencillo. Para manejar a Alice, se utiliza conjuntamente el ratón y el teclado al estilo de otros juegos en primera persona como Quake o Unreal. Se pueden elegir entre cuatro niveles de dificultad al inicio del juego. 
El nuevo País de las Maravillas está compuesto por nueve provincias. A través de su viaje, Alicia irá visitando todos los lugares que alguna vez conoció como bellos y enigmáticos. 
En la pantalla del juego aparecen dos barras, una roja y otra azul. La roja, llamada la “cordura”, indica el nivel de vida del personaje. Alice irá enloqueciendo cuanto más disminuya el nivel de esta barra, lo que significa que está más cerca de morir. Esta barra se puede aumentar con Meta-esencia roja. La barra azul, llamada la “voluntad”, indica el nivel de energía para utilizar sus ataques especiales. Alice irá gastando su barra de voluntad a medida que usa sus armas. Si la barra se vacía por completo no se podrán utilizar las armas o los ataques que requieran voluntad. El nivel de esta barra se puede aumentar con Meta-esencia roja o azul.

### Armas
Con la excepción del cuchillo de cocina, la mayor parte del arsenal de Alice no consiste de armas comunes sino de objetos mágicos y juguetes demoniacos que ella usa como armas para defenderse. El Trabuco es la única arma genuina con la que cuenta Alice aunque es un arma potenciada que dispara energía altamente destructiva. Cada arma cuenta con dos tipos de ataque, uno con cada botón del ratón, algunos de los cuales gastarán voluntad y otros no.
Cuchillo: El arma principal de Alice, provoca daño directo a los enemigos. Al usar el ataque secundario, el cuchillo es lanzado por el aire hacia el blanco determinado y éste reaparece poco tiempo después de ser lanzado. Esta arma no gasta el nivel de voluntad.
Baraja de Naipes: Consiste en una baraja de naipes filosos como cuchillas. En el ataque primario lanza un naipe a la vez reduciendo de a poco el nivel de voluntad por cada naipe lanzado, por otro lado el ataque secundario lanza un conjunto de naipes, lo que reduce en mayor cantidad el medidor de voluntad por todo el conjunto de naipes lanzados.
Mazo de Croquet: Este mazo tiene forma de un flamenco, en su ataque primario solo da golpes directos sin bajar tu nivel de voluntad, mientras que en su ataque secundario lanza una pelota de croquet a los enemigos bajando el nivel de voluntad.
Caja sorpresa o musical: Este juguete consume tu nivel de voluntad en ambos ataques. En el ataque primario se lanza y solo hace una explosión, mientras que en el secundario, el muñeco que sale de la caja lanza un devastador fuego de su boca. Una curiosidad de esta arma es que al salir la figura de la caja, se oye música.
Varita de Hielo: Esta arma tiene el poder de congelar a los enemigos normales como primer ataque, lo que les impide moverse o realizar cualquier acción. Una vez congelados se puede seguir lanzándoles hielo hasta que mueran. Como ataque secundario, la varita puede crear un muro de hielo para protección.
Tabas o "Matatena": Esta arma lanza un grupo de matatenas que rebotan entre los muros y los enemigos, causándoles mucho daño. Su ataque secundario daña menos enemigos pero es más efectivo.
Dados Diabólicos: Este juguete es peligroso incluso para Alice. Los dados convocan a un demonio para pelear contra sus enemigos pero si Alice está sola, el demonio la atacará a ella. Esta arma no tiene un ataque secundario.
Báculo del Ojo del Jabberwocky: Esta arma dispara un poderoso rayo idéntico al que usa el Jabberwocky. Como ataque alternativo el báculo dispara varios rayos hacia arriba, que tiempo después caen como fuego del cielo.
Trabuco: Una de las armas más poderosas. Aunque gasta toda la barra de voluntad al disparar el trabuco, su efecto es devastador. Es un arma oculta que, de otro modo, solo se puede obtener en el último nivel.
Reloj de la Muerte Instantánea: Tiene el poder de detener el paso del tiempo por algunos segundos, paralizando así a los enemigos de Alice para darle la oportunidad de atacarlos, y luego los enemigos mueren al pasar el efecto del reloj. Útil también para pasar por mecanismos que se cierran al acercarse, y la mejor forma de pasar ciertos tramos del juego.

### Secuela
Alice: Madness Returns producido por las compañías Electronic Arts y Spicy Horse es la continuación del juego. En esta segunda parte, Alice se encuentra en Londres, 10 años después de los eventos ocurridos en el primer juego. Su fecha de lanzamiento fue el 14 de junio de 2011, 11 años después del lanzamiento del primer juego. Fue lanzado para las plataformas Xbox 360, PlayStation 3 y PC.
El disco trae el código que permite descargar el primer juego de la saga, pero para poder realizar la descarga la consola debe estar configurada con ubicación en USA.

## Recepción
El juego finalmente se lanzó el 5 de diciembre del 2000, recibiendo elogios por sus imágenes; los gráficos fueron muy elaborados para su tiempo. Muchos niveles representan un mundo de caos y asombro, algunas reminiscencias del interior de un asilo o un manicomio, vinculando visualmente el País de las Maravillas a la realidad de Alice. Las vistas exteriores del País de las Maravillas muestran los tentáculos de la Reina de Corazones que salen de los edificios y las laderas de las montañas, especialmente en Queensland. Alice recibió críticas "favorables" según el sitio web de agregación de reseñas Metacritic. GameSpot dijo "Mientras que sin duda disfrutarás de la obra de arte imaginativa, puedes terminar decepcionado con lo sencillo que es realmente el juego subyacente".
En su artículo “Wonderland’s become quite strange: From Lewis Carroll’s Alice to American McGee’s Alice” ("El País de las Maravillas se vuelve bastante extraño: de Alicia de Lewis Carroll a Alicia de American McGee" por su traducción del inglés), la crítica literaria Cathlena Martin argumenta que el juego "ofrece una versión reinterpretada de Alicia y de todo el País de las Maravillas que puede hacer que algunos jugadores se pregunten qué aspectos son de Carroll y cuáles son de McGee, lo que potencialmente conduce a una relectura de Carroll a través de la lente más oscura de la Alice de McGee. Esta reinterpretación de Alicia muestra la versatilidad y la mutabilidad de la historia a través del tiempo y el discurso”. Martin también señala que el juego es muy exitoso en parte debido a la estructura narrativa de los cuentos de Carroll, que se basan en juegos, cartas y ajedrez, en sí mismos.